# Pablo García (Fußballspieler, 1977)
Pablo Gabriel García Pérez (* 11. Mai 1977 in Pando, Uruguay) ist ein ehemaliger uruguayischer Fußballspieler und heutiger -trainer. Sein Spitzname ist El Canario.

## Spielerkarriere

### Verein
Pablo García begann seine Karriere in Montevideo bei den Montevideo Wanderers, bei denen er 1996 als Profi debütierte und für die er mindestens in der Apertura 1996 und 1997 Erstligaeinsätze aufweist. 1997 wechselte er zur Zweitvertretung von Atlético Madrid und wurde an Real Valladolid ausgeliehen. Dort wird er in der Saison 1997/98 im Kader geführt. Anschließend folgte eine weitere Ausleihe an Peñarol Montevideo. In der Apertura 1998 agierte er somit wieder in der Primera División Uruguays und bestritt neun Partien für die „Aurinegros“. Sodann schloss er sich Atlético Madrid an. Von 1998 bis 2000 kam er dort in der zweiten Mannschaft zum Zuge, während in der Erstligaelf keine sportlichen Aktivitäten Garcías statistisch erfasst sind. 2000 wurde er vom AC Mailand verpflichtet und spielte für die Norditaliener fünfmal in der Serie A. In der Saison 2001/2002 stand er leihweise in Reihen des Ligakonkurrenten AC Venedig, obwohl weiterhin auch ein Vertragsverhältnis mit Milan registriert ist. Zur Saison 2002/03 führte ihn sein Weg erneut nach Spanien. Drei Spielzeiten lang trug er das Trikot des Erstligisten CA Osasuna, bevor er in der Saison 2005/06 22-mal für Real Madrid auflief. Celta de Vigo war sein Arbeitgeber der Folgesaison. 2007/08 nahm ihn Real Murcia unter Vertrag. Beide Engagements waren jeweils ein Leihgeschäft mit Real Madrid. Seit 2008/09 spielte er für den griechischen Erstligaverein PAOK. Aufgrund von Differenzen mit seinem Trainer Giorgos Donis löste García schließlich im März 2013 seinen Vertrag beim griechischen Verein. Bis dato hatte er 109 Ligaspiele für die Griechen bestritten und dabei fünf Tore erzielt. Hinzu kamen zehn nationale Pokalspiele (kein Tor), 23 Europa-League-Spiele (ein Tor) und zwei Partien in der Champions League (kein Tor). Anfang Juli 2013 kehrte er jedoch zum mittlerweile von Huub Stevens als Trainer betreuten griechischen Klub zurück und unterzeichnete einen Einjahresvertrag. In der Spielzeit 2013/14 kam er dort allerdings lediglich in zwei Partien des nationalen Pokalwettbewerbs zum Zuge. Am 10. Januar 2014 schloss er sich Skoda Xanthi an und unterschrieb einen Vertrag bis Jahresende. Er absolvierte dort drei Ligaspiele, löste den Vertrag jedoch bereits am 10. Februar 2014 wieder auf.

### Nationalmannschaft
Pablo García gehörte der uruguayischen U-20-Auswahl an, die bei der U-20-Südamerikameisterschaft 1997 in Chile den vierten Platz belegte. Im Verlaufe des Turniers wurde er von Trainer Víctor Púa sechsmal (ein Tor) eingesetzt. Er gewann mit der U-20 1997 den Vize-Weltmeistertitel. In der uruguayischen U-23-Auswahl kam er beim „Torneo Preolímpico“ in Brasilien im Jahr 2000 in fünf Länderspielen (zwei Tore) zum Einsatz. Er war Kapitän der uruguayischen A-Nationalmannschaft und absolvierte von seinem Debüt am 13. Dezember 1997 beim FIFA-Konföderationen-Pokal 1997 gegen die Nationalelf der Vereinigten Arabischen Emirate bis zum 17. Oktober 2007, als er in der WM-Qualifikation gegen Paraguay seinen letzten Einsatz für die Celeste bestritt, 66 Länderspiele, bei denen ihm zwei persönliche Torerfolge glückten. Die heimische Presse wählte ihn zum besten Nationalspieler Uruguays bei der Fußball-WM 2002 in Japan und Südkorea. Auch an der Copa América 1999 und der Copa América 2007 nahm er teil.

### Trainertätigkeit
Nachdem er 2014 seine aktive Karriere beendete, kehrte er im Mai 2015 zu PAOK Saloniki zurück. Allerdings war für ihn nun keine Rolle als Spieler, sondern eine zunächst nicht näher bezeichnete koordinierende Funktion innerhalb des Teams vorgesehen. Er lebt in Saloniki und ist (Stand: Mai 2018) Trainer der U-17 von PAOK Saloniki. In der Saison 2016/17 konnte Garcia mit der U-17 die griechische Meisterschaft holen. Im Jahr 2017/18 und diesmal als Trainer der U-20 von PAOK FC konnte er die griechische Meisterschaft der Altersgruppe für den Klub sichern.

### Sonstiges
Im März 2014 wurde zu Ehren von Pablo García eine Straße in Arnaia Halkidiki in der griechischen Stadt Saloniki nach ihm benannt.